# A State of Form
A State Of Form è il quarto album studio del gruppo rock italiano Laundrette, pubblicato nel 2007 con etichette Black Candy di Firenze e White'N'Black.

## Tracce
1. A State Of Form – 4:22
2. Hether – 5:06
3. Get Triggered – 5:15
4. Pekinese Dog – 3:17
5. About The Weather – 5:45
6. People Love Money – 3:22
7. Weird Tale – 3:15
8. When You Dance (You Don't Speak) – 4:27
9. Mr. Easy – 3:37
10. Hollywood – 3:26